# Diamalteria Italiana
Diamalteria Italiana è un'azienda italiana, specializzata nella produzione di estratto di malto. Fondata nel 1909 dalla famiglia Lepetit è dal 2010 parte del gruppo agroindustriale Vivescia. Ha la sua sede a Milano ed il suo stabilimento produttivo a Darfo Boario Terme.

## Storia
Partiti dalla Francia, i Lepetit, si stabilirono a Milano, ritenendo che da questa città e dal suo entroterra potesse decollare lo sviluppo economico dell'Italia. L'azienda di famiglia, la Lepetit, venne fondata nel 1868 dal capostipite Robert George e nel corso degli anni passò dal settore chimico dei coloranti a quello farmaceutico per stabilizzarsi nella produzione di estratti di malto . Ma è a cavallo tra il 1909 ed il 1910 che si creò la sezione Diamalteria Italiana avente per oggetto la fabbricazione di estratti di malto.
L'azienda mostra sin da subito la sua vitalità meritandosi nel 1910 la medaglia d'oro all'Esposizione Universale di Bruxelles e nel 1912 ancora due medaglie d'oro, una all'Esposizione di Barcellona per la panificazione ed una per il premio Brambilla.
Nel 1928 Roberto Lepetit prende la guida della società familiare e ben presto dimostra le sue doti di instancabile e lungimirante imprenditore che già nel 1932 diventa Amministratore Delegato e nel 1934 Direttore Generale.
Nel 2010 viene acquisita dal gruppo agroindustriale Vivescia. L'acquisizione è avvenuta attraverso la controllata Malteurop Group, azienda internazionale specializzata nella produzione di malto per l'industria della birra.
Nel 2018 oggi l'azienda conta oltre i 50 dipendenti. Produce estratto di malto per le industrie alimentari italiane ed internazionali, per i panificatori e per la ristorazione.